# Discophora andamensis
Discophora andamensis är en fjärilsart som beskrevs av Otto Staudinger 1889. Discophora andamensis ingår i släktet Discophora och familjen praktfjärilar. Inga underarter finns listade i Catalogue of Life.